# Stefan Gödicke
Stefan Gödicke, född 20 januari 1970, är en svensk skådespelare och sångare.

## Biografi
Gödicke studerade vid Teater- och operahögskolan i Göteborg 1994–1997 och har därefter varit engagerad vid Riksteatern, Atelierteatern, Uppsala Stadsteater, Teater Bhopa, Borås Stadsteater och Göteborgs Stadsteater.
Sedan 1999 har han medverkat i ett flertal uppsättningar på Göteborgs Stadsteater, bland annat Den europeiska kritcirkeln, Amadeus och Misantropen. Han har spelat Jean i Fröken Julie på Tjörns sommarteater och medverkat i komedin Lösgodis på Lisebergsteatern. Han har setts i TV-produktioner som Hammarkullen, Lokalreportern, Kommissarie Winter och Saltön. För den breda allmänheten är han känd för rollen som Tony i SVT:s dramaserie Andra Avenyn.

## Filmografi
- 1997 – Hammarkullen eller Vi ses i Kaliningrad (TV-serie)
- 1999 – Ett litet rött paket (TV-serie)
- 2000 – Tillsammans
- 2001 – Kommissarie Winter (TV-serie) (även 2010)
- 2002 – Familjen (TV-serie)
- 2003 – Gustav III:s äktenskap (TV-serie)
- 2004 – Danslärarens återkomst (TV-serie)
- 2005 – Den sista trippen
- 2005 – Lasermannen (TV-serie)
- 2005 – Saltön (TV-serie)
- 2005 – Wallander – Mörkret
- 2006 – En fråga om liv och död (TV-serie)
- 2006 – Bota mig! (TV-serie)
- 2007–2010 – Andra Avenyn (TV-serie)
- 2007 – Isprinsessan
- 2007 – Predikanten
- 2007 – Upp till kamp (TV-serie)
- 2008 – Den krossade tanghästen
- 2011 – Simon och ekarna
- 2012 – Johan Falk: Spelets regler
- 2012 – Rendez-vous à Kiruna
- 2013 – Skumtimmen
- 2014 – Morden i Sandhamn (TV-serie), säsong 4
- 2015 – En man som heter Ove
- 2015 – Beck – Gunvald
- 2015 – Morden i Sandhamn (TV-serie)
- 2016 – Springfloden (TV-serie)
- 2017 – Alex (TV-serie)
- 2017 – The Square
- 2018 – Morden i Sandhamn (TV-serie)
- 2019 – Heder (TV-serie)
- 2020 – Dejta (TV-serie)

## Teater

### Roller (ej komplett)
| År   | Roll | Produktion                                       | Regi                | Teater                |
| ---- | ---- | ------------------------------------------------ | ------------------- | --------------------- |
| 1999 |      | Den europeiska kritcirkeln Bertolt Brecht        | Jasenko Selimović   | Göteborgs stadsteater |
| 2000 |      | Molières Misantrop Botho Strauss                 | Alexa Ther          | Göteborgs stadsteater |
| 2001 |      | Brand Henrik Ibsen                               | Ole Anders Tandberg | Göteborgs stadsteater |
| 2001 |      | Hair James Rado, Gerome Ragni och Galt MacDermot | Alexa Ther          | Göteborgs stadsteater |
| 2003 |      | Bron Jan Tätte                                   | Jaanus Rohumaa      | Göteborgs stadsteater |
| 2012 |      | Skandal Cora Sandel                              | Anna Sjövall        | Borås stadsteater     |
| 2013 |      | Frun från havet Henrik Ibsen                     | Egill Pálsson       | Göteborgs stadsteater |
| 2019 |      | Shirins vargar Johanna Svalbacke                 | Marcus Carlsson     | Göteborgs stadsteater |